# Luc Boltanski
Luc Boltanski (París, 4 de enero de  1940) es un sociólogo y escritor francés. Es director de estudios en la École des hautes études en sciences sociales y miembro fundador del Groupe de sociologie politique et morale (GSPM). Es hermano del artista Christian Boltanski y del lingüista Jean-Élie Boltanski.

## Biografía
Bolstanski se interesa inicialmente por la sociología en los años 60, en conexión con su militancia política de la época, a medio camino entre el catolicismo de izquierdas y la extrema izquierda. Como estudiante de esta disciplina en la Sorbona, conoce a Pierre Bourdieu, con quien empieza a trabajar como colaborador en las investigaciones que este desarrolla en el Centre de sociologie européenne. Sus primeros trabajos se desarrollan entonces bajo la influencia fundamental de Bourdieu y su colectivo, tratando temas tan diversos como la educación y las clases sociales (su tesis, Puericultura y moral de clase, se publica en 1969), los usos sociales del cuerpo, los usos sociales del automóvil o el cómic. La influencia de Bourdieu será desde entonces decisiva en las investigaciones de Boltanski.
A principios de los años 70, Boltanski pasa a ser profesor adjunto en la École des hautes études en sciences sociales. En esos años empieza a trabajar directamente con Bourdieu y participa en la fundación de la revista Actes de la recherche en sciences sociales. A mediados de los 70 y principios de los 80, Boltanski se desmarca de la revista y del equipo de Bourdieu, iniciando una ruptura que pronto se plasmará en sus obras y desarrollos teóricos. A principios de los 80, publica su tesis de Estado, sobre la formación de la categoría social de los "cuadros" (cadres) en Francia. Se orienta entonces hacia la sociología económica, de las organizaciones y las profesiones.
En 1984, cofunda el Groupe de sociologie politique et morale (GSPM) con algunos colaboradores que había conocido previamente en el centro de Bourdieu y con los que llevaba un tiempo trabajando: Alain Desrosières, Laurent Thévenot, Fanny Colonna, Nathalie Heinich, Jean-Louis Derouet, Nicolas Dodier, Elisabeth Claverie (su esposa), a los que luego se unirían progresivamente varios estudiantes (Claudette Lafaye, Francis Chateauraynaud, Philippe Corcuff, Cyril Lemieux, Damien de Blic).
En los 90, destacan sus colaboraciones con Laurent Thévenot en el ámbito de la sociología de la crítica (que se distingue de la sociología crítica), de los juicios morales y las justificaciones (De la justification, 1991), que buscan dar una mayor importancia a las competencias críticas de los actores sociales, así como sus colaboraciones con Ève Chiapello sobre las transformaciones recientes del capitalismo y el papel que las críticas y las justificaciones desempeñan en ellas (Le nouvel esprit du capitalisme, 1999). Boltanski elabora en estos años lo que denomina una "sociología pragmática", con la que buscará superar los que considera los problemas de la sociología crítica francesa de los años 70, prolongando su interés por la crítica, las justificaciones y las competencias morales de los actores en diversos campos (L'amour et la justice comme compétences. Trois essais de sociologie de l'action, 1990; La souffrance à distance. Morale humanitaire, médias et politique, 1993; La condition foetale. Une sociologie de l’engendrement et de l’avortement, 2004).
En paralelo a su destacado trabajo en el ámbito de las ciencias sociales, Luc Boltanski también ha desarrollado su faceta de escritor, publicando diversas obras de poesía y de teatro.

## Pensamiento
Boltanski contribuyó al inicio del marco de la sociología política y moral. Esta se ha desarrollado paulatinamente como un programa de investigación, en el sentido propuesto por Imre Lakatos, en torno a un núcleo conceptual que busca construir una teoría de la acción basada en la teoría del hecho moral de Émile Durkheim, revisando la herencia del 'estructuralismo metodológico' desde el punto de vista de las dinámicas y los procesos. El programa de investigación enfatiza cómo, en muchos conflictos, las características de los contendientes cambian durante el curso del conflicto. Este trabajo ha influido en la investigación sobre la cultura cívica dentro y más allá de la sociología francesa.

### De la justificación
Un libro en coautoría con Laurent Thévenot, De la justification: les economies de la grandeur (1991), sostiene que las sociedades modernas no son un solo orden social, sino un entrelazamiento de múltiples órdenes. Boltanski y Thévenot identifican seis "órdenes de valor" o "economías de valor", principios sistemáticos y coherentes de evaluación. Estos órdenes múltiples (cívico, de mercado, inspirado, de fama, industrial y doméstico) no están asociados con dominios sociales particulares, sino que coexisten en el mismo espacio social, como lo demuestran de manera persuasiva Boltanski y Thévenot a través de un análisis de contenido de los textos utilizados en la formación gerencial en la época contemporánea. 
En De la justification es fundamental la noción de "prueba" para indicar formas de conflicto entre los actores con un grado variable de legitimidad (capítulo 5). Si las experiencias que se suceden en los procesos de conflicto son legítimas, obligan firmemente a los actores a reclamar la universalidad de su razonamiento de acuerdo con el orden de valía al que se refieren. Sin embargo, si los agentes en conflicto se refieren a un orden de valor diferente (por ejemplo, el de la política cívica y el de la política industrial), no se dispone de pruebas legítimas. Pero si los agentes están, no obstante, orientados hacia una noción de bien común (que no pertenece a ninguna de las políticas en conflicto), un "compromiso" (aunque frágil) puede evolucionar para resolver la disputa (cap. 10). La noción de derechos de los trabajadores es un ejemplo de este tipo de compromiso entre el orden industrial y el cívico. Estos compromisos son siempre frágiles porque los intentos de definir el bien común, sobre el que descansa el compromiso, están destinados a reavivar el conflicto.

### El nuevo espíritu del capitalismo
El nuevo espíritu del capitalismo (original en francés: 1999), en coautoría con Ève Chiapello, explora una séptima "ciudad proyectiva" (organizada en torno al concepto de redes flexibles ahora prominente en la concepción del "proyecto"). Si bien Sobre la justificación se basó en un análisis de los principales textos de filosofía política, este libro se basa en un análisis sistemático de la literatura sobre gestión de las décadas de 1960 y 1990 y tiene como objetivo "describir el 'residuo', que no puede interpretarse en el lenguaje del seis ciudades existentes ".

### La economía del enriquecimiento
Por "economía del enriquecimiento", Boltanski y Esquerre (2014) designan un desarrollo del capitalismo basado en el turismo, el lujo, el arte y el patrimonio. El término "enriquecimiento" no se refiere al crecimiento de las fortunas privadas, sino a los procesos que aumentan el valor de los objetos. Boltanski y Esquerre definen el valor como la justificación del precio. Cualquier objeto puede enriquecerse, por antiguo o moderno que sea, y el enriquecimiento puede ser físico o cultural, mediante el uso de un recurso narrativo. En el corazón de esta economía de enriquecimiento está la forma de colección, que deja espacio en el cosmos capitalista para incrementar el valor de las cosas del pasado y las cosas que, aunque sean recientes, se tratan como si estuvieran destinadas a volverse inmortales.

## Obras principales
- (con Pierre Bourdieu y Robert Castel) Un arte medio: ensayo sobre los usos sociales de la fotografía, Barcelona, Gustavo Gili, 2003 (v.o. 1964).
- Le Bonheur suisse, París, Éditions de Minuit, 1966.
- Los usos sociales del cuerpo, Buenos Aires, Periferis, 1975 (edición de un artículo de 1971).
- Puericultura y moral de clase, 1974, Barcelona, Laia (v.o. 1969).
- Les cadres. La formation d'un groupe social, París, Éditions de Minuit, 1982.
- (con Laurent Thévenot (dir.)) Justesse et justice dans le travail, Cahiers du Centre d'etudes de l'emploi, París, PUF, nº 33, 1989.
- El amor y la justicia como competencias: tres ensayos de sociología de la acción, Buenos Aires, Amorrortu, 2000 (v.o. 1990).
- (con Laurent Thévenot) De la justification. Les économies de la grandeur, París, Gallimard, 1991.
- La souffrance à distance. Morale humanitaire, médias et politique, Paris, Métailié, 1993 (2ª ed., Gallimard, col. Folio essais, 2007).
- (con Ève Chiapello) El nuevo espíritu del capitalismo, Akal, 2002 (v.o. 1999).
- La Condition foetale. Une sociologie de l'avortement et de l'engendrement, París, Gallimard, col. Essai, 2004.
- (con Élisabeth Claverie, Nicolas Offenstadt et Stéphane Van Damme (eds.)) Affaires, scandales et grandes causes. De Socrate à Pinochet, París, Stock, 2007.
- (con Pierre Bourdieu) La production de l'idéologie dominante, París, Demopolis, 2008.
- Rendre la réalité inacceptable. A propos de « La production de l’idéologie dominante», París, Demopolis, 2008.
- (con Pierre Bourdieu) La producción de la ideología dominante, Buenos Aires, Nueva Visión, 2009 (reedición de un artículo de 1976).
- De la critique. Précis de sociologie de l'émancipation, Paris, Gallimard, 2009.
- Énigmes et complots: Une enquête à propos d'enquêtes, Paris, Gallimard, coll. « NRF essais », 2012
- «Pourquoi ne se révolte-t-on pas? Pourquoi se révolte-t-on? », Contretemps, septembre 2013
- Vers l'extrême. Extension des domaines de la droite, Con Arnaud Esquerre, Bellevaux, éd. Dehors, 2014
- Domination et émancipation. Pour un renouveau de la critique sociale, diálogo con Nancy Fraser, presentado por Philippe Corcuff, Lyon, Presses Universitaires de Lyon, coll. «Grands débats: Mode d'emploi», 2014
- « La «collection», une forme neuve du capitalisme. La mise en valeur économique du passé et ses effets», con Arnaud Esquerre, Les Temps Modernes, 3/2014 (n°679), p. 5-72
- «L’énigmatique réalité des prix», avec Arnaud Esquerre, Sociologie, Janvier 2016, vol. 7, p. 41-58
- Enrichissement. Une critique de la marchandise, con Arnaud Esquerre, Paris, Gallimard, 2017.